# Hôtel de la Caisse d'épargne de Saint-Amand-Montrond
L'hôtel de la Caisse d'épargne est un bâtiment de la fin du XIXe siècle situé à Saint-Amand-Montrond, en France. Il a autrefois accueilli un établissement bancaire, pour lequel il a été construit. Au XIXe siècle, il est racheté par des particuliers qui y établissent des chambres d'hôtes. Il est recensé à l'Inventaire général du patrimoine culturel.

## Situation et accès
L'édifice est situé au no 15 de la rue Porte-de-Bourges, au nord du centre-ville de Saint-Amand-Montrond, et plus largement au sud du département du Cher.

## Histoire

### Première pierre
La cérémonie de pose de la première pierre a lieu le 26 juillet 1892. Le soir, un banquet organisé par les administrateurs de la Caisse d'épargne rassemble à l'hôtel du Pont Neuf, les patrons et ouvriers qui œuvrent à la construction de l'édifice.
L'hôtel est élevé sur les plans de l'architecte de l'arrondissement Charles Leboutte,.

### Aménagements et conversion
En 1936, on aménage une salle de réunion pour le conseil d'administration dont la décoration est signée par N. Blocus et plusieurs autres maîtres artisans.
À partir de 2007, un couple de retraités rachète et s'installe dans le bâtiment après y avoir effectué quelques travaux. La réfection des enduits de la façade est notamment confiée à un compagnon. Quelques parties de l'intérieur du bâtiment sont préservées comme témoignages de l'activité passée : ainsi, sont gardés le vestibule à l'entrée (repeint en bordeaux), la salle des coffres (qui sert pour le rangement), des coffres de l'époque et trois bancs en bois de la salle d'accueil. À partir de 2017, le couple ouvre des chambres d'hôtes sous le nom Écureuil — allusion au symbole du système de Caisse d'épargne.

## Structure

### Extérieur
L'édifice s'élève sur trois niveaux. Son gros œuvre est principalement composé de calcaire, de pierre de taille, de moellon, et d'enduit partiel ; sa toiture d'ardoise. Sur la façade principale, en dessous de chaque fenêtre du premier étage, sont gravées les inscriptions « TRAVAIL », « ECONOMIE » et « PROBITE », valeurs de l'épargne. L'écureuil, un autre symbole, figure sur les poignées de la grande porte d'entrée.

### Intérieur
La salle de réunion du conseil municipal est précédée d'une porte en bois ouvragée, surmontée de l'inscription dans le marbre « L'épargne assure la paix et la dignité de la vieillesse ».

## Mobilier
De nos jours, l'hôtel conserve notamment :
- une croix-reliquaire en argent, datant de 1651, déplacée de l'église d'Orval et déposée dans l'hôtel de la Caisse d'épargne dans les années 1960. Elle est classée à titre objet depuis le 10 octobre 1891[5] ;
- quelques coffres-forts[4] ;
- trois bancs en bois de l'époque bancaire[4].

## Statut patrimonial et juridique
Le bâtiment fait l'objet d'un recensement dans l'Inventaire général du patrimoine culturel, en tant que propriété d'une personne morale. L'enquête ou le dernier récolement est effectué en 1986 ; la rédaction de la notice avant 1987.